# Andrea Klump
Andrea Klump, née le 13 mai 1957 est membre de la troisième génération de la Fraction armée rouge.

## Biographie
De 1978 à 1981, elle étudie l'ethnologie, la sociologie et la science politique à Francfort. En 1984, elle entre dans la clandestinité. Elle était la petite amie d'un autre militant de la RAF, Horst Ludwig Meyer.
En 1988, elle participe à un attentat à la bombe dans la discothèque de l'hôtel Rota à Cadix en Espagne, fréquentée par des Américains ; la tentative échoue.
La 15 septembre 1999, elle est arrêtée à Vienne en Autriche. 
Au tribunal, en Allemagne, elle avoue la tentative d'attentat de la discothèque en Espagne en 1988, et est condamnée à neuf ans de prison. La police trouve des preuves d'ADN de son séjour à Budapest au moment d'un attentat à Budapest en 1991, et le 28 septembre 2004 elle est condamnée à Stuttgart à 12 années de prison.
Actuellement, elle est incarcérée.